# Upper Tulpehocken
Upper Tulpehocken è una township degli Stati Uniti d'America, nella contea di Berks nello Stato della Pennsylvania. Secondo il censimento del 2000 la popolazione è di 1.495 abitanti.

## Società

### Evoluzione demografica
La composizione etnica vede una maggioranza di quella bianca (97.99%), seguita da quella degli afroamericani (0,60%) dati del 2000.
| township di Upper Tulpehocken Popolazione |       |
| 2000                                      | 1.495 |
| Stima al 2009                             | 1.638 |